# 陳建昕
大H（1990年1月26日—），本名陳建昕，是出生於臺灣台北市的YouTuber，亦是臺灣第一位健體職業選手，從2016年開始比賽，健身資歷超過10年。

## 生平
大H畢業於文化大學資訊傳播學系，在國中時曾訓練過街舞，並在當兵時在進行體能訓練時發現自己對運動的興趣，於2015年3月參與了第一場的健美比賽。
在2019年1月創設Youtube頻道「大H」，主要分享比賽前的備賽計畫、訓練實錄及飲食日常。

## 出賽紀錄
| 年份   | 賽事                                  | 項目         | 組別          | 成績     |
| ------ | ------------------------------------- | ------------ | ------------- | -------- |
| 2016年 | 全國總統盃健美錦標賽                  | 男子健美     | 75公斤以下級  | 無名次   |
| 2016年 | 全國青年盃健美錦標賽社會組            |              | 70公斤以下級  | 第四名   |
| 2016年 | 台南府城盃健美錦標賽                  | 男子傳統健美 | 70公斤以下級  | 第四名   |
| 2016年 | IFBB 奧林匹克先生亞洲業餘賽           | 男子健體     | 174公分以下級 | 第三名   |
| 2017年 | 全國古典盃健美錦標賽                  | 男子古典健美 | 175公分以下級 | 第一名   |
| 2017年 | IFBB 第51屆亞洲盃                     | 男子健體     | 174公分以下級 | 第三名   |
| 2017年 | 健身工廠盃健美邀請賽                  | 男子健體     |               | 第一名   |
| 2018年 | 全國總統盃健美錦標賽                  | 男子健美     | 75公斤以下級  | 第二名   |
| 2018年 | IFBB 第52屆亞洲盃                     | 男子健體     | 174公分以下級 | 第三名   |
| 2018年 | IFBB 奧林匹克先生亞洲業餘賽           | 男子健體     | 174公分以下級 | 第一名   |
| 2018年 | ShawnRhodenClassic men's physique PRO | 男子健體     |               | 第十名   |
| 2019年 | IFBB Ben Weider Naturals Pro          | 男子健體     |               | 第六名   |
| 2019年 | IFBB Japan Pro                        | 男子健體     |               | 第十六名 |
| 2022年 | IFBB Ben Weider Naturals Pro          | 男子健體     |               | 第二名   |
| 2022年 | IFBB Japan Pro                        | 男子健體     |               | 第四名   |
| 2022年 | IFBB Taiwan Pro                       | 男子健體     |               | 第三名   |
| 2023年 | IFBB Ben Weider Naturals Pro          | 男子健體     |               | 第二名   |
| 2023年 | IFBB Taiwan Pro                       | 男子健體     |               | 第九名   |

## 外部連結
- YouTube上的陳建昕頻道
- 陳建昕的Facebook專頁
- 陳建昕的Instagram帳戶